# Ntangoh
Ntangoh est un village du Cameroun situé dans l’arrondissement de Bafut, dans le département de Mezam et dans la Région du Nord-Ouest.

## Population
Lors du recensement de 2005, on a dénombré 820 habitants à Ntangoh, dont 434 hommes et 386 femmes.

## Établissement scolaire
On trouve entre autres un établissement scolaire public à Ntangoh,.